# 普莱桑斯 (多尔多涅省)
普莱桑斯（法語：Plaisance，法語發音：[plɛzɑ̃s] ⓘ）是法国多尔多涅省的一个市镇，位于该省南部，属于贝尔热拉克区。

## 地理
普莱桑斯（44°42'16"N, 0°33'49"E）面积24.75 平方千米，位于法国新阿基坦大区多爾多涅省，该省份为法国西南部内陆省份，是法國本土面积第三大的省，大致对应佩里戈尔地区，北起顺时针与夏朗德省、上维埃纳省、科雷兹省、洛特省、洛特-加龙省、吉倫特省和滨海夏朗德省接壤。
与普莱桑斯接壤的市镇（或旧市镇、城区）包括：蒙萨盖勒、伊西雅克、蒙马尔韦斯、卡于扎克、拉朗迪斯、德罗河畔圣康坦、圣欧班德卡德莱什、圣卡普赖斯代梅、圣佩尔杜。

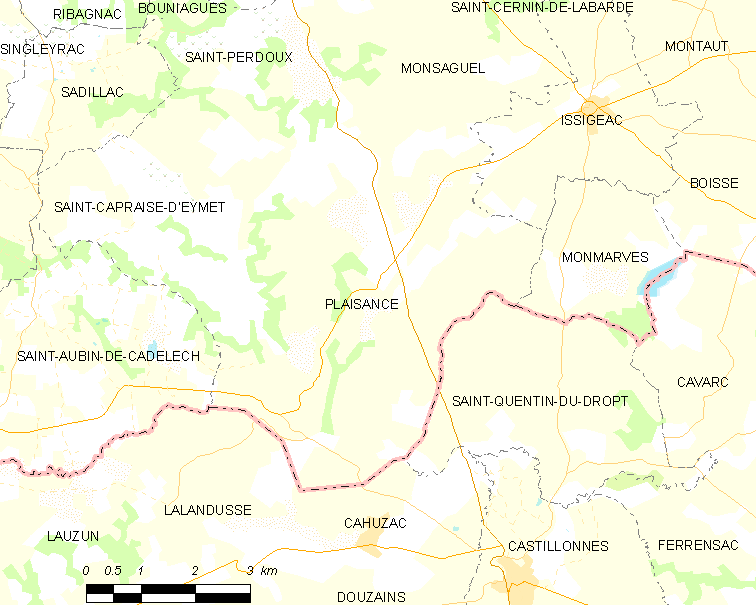
的OSM定位图

普莱桑斯的时区为UTC+01:00、UTC+02:00（夏令时）。

## 行政
普莱桑斯的邮政编码为24560，INSEE市镇编码为24168。

## 政治
普莱桑斯所属的省级选区为南贝尔热拉库瓦县。

## 人口

1962-2008年间人口变化图示

普莱桑斯于2022年1月1日时的人口数量为410人。